# Buddy Myers
Louis John „Buddy“ Myers (* 14. Mai 1906 in Richmond, Virginia; † 25. Juli 1967 in Los Angeles, Kalifornien) war ein US-amerikanischer Tontechniker.

## Leben
Myers begann seine Karriere 1929 und war bis 1942 in jedem Jahr an mehreren Filmen beschäftigt. Dies setzte sich auch nach dem Ende des Zweiten Weltkriegs fort; die meisten seiner Filme waren jedoch dem Genre des B-Movie zuzurechnen. Ende der 1950er Jahre war er an größeren Filmproduktionen beteiligt, darunter Ein Kuß vor dem Tode nach dem Roman von Ira Levin und Roter Staub. Für letzteren Film war er 1957 für den Oscar in der Kategorie Bester Ton nominiert. Myers starb 1967 im Alter von 1961 Jahren; sein letzter Film, Doctor Dolittle, erschien postum.

## Filmografie (Auswahl)
- 1929: Kapitän Halls große Liebe (The Lost Zeppelin)
- 1949: Echo der Liebe (The Glass Mountain)
- 1949: Whip Wilson schlägt zu (Crashing Thru)
- 1949: Weiße Banditen (Stampede)
- 1950: Auf dem Kriegspfad (Davy Crockett, Indian Scout)
- 1951: Die Braut des Gorilla (Bride of the Gorilla)
- 1951: Keine Gnade für Jonny T. (Fort Defiance)
- 1954: Drei dunkle Straßen (Down Three Dark Streets)
- 1955: Den Finger am Abzug (At Gunpoint)
- 1956: Ein Kuß vor dem Tode (A Kiss Before Dying)
- 1957: Roter Staub (The Brave One)
- 1962: Das letzte Kommando (Geronimo)
- 1966: Der Glückspilz (The Fortune Cookie)
- 1967: Doctor Dolittle

## Nominierungen
- 1957: Oscar-Nominierung in der Kategorie Bester Ton für Roter Staub